# Aloízio Mercadante
Aloízio Mercadante Olivia (Santos, 13 mei 1954) is een Braziliaans politicus en als econoom een belangrijk figuur in het publieke debat. Hij werd in februari 2014 de 44e stafchef van Brazilië, dienstdoend in het kabinet-Rousseff, de belangrijkste positie binnen de Braziliaanse regering, onder president Dilma Rousseff. Eerder was hij, ook onder Rousseff, Minister van Onderwijs en Minister van Wetenschap, Technologie en Innovatie. In 1980 was hij medestichter van de Arbeiderspartij (PT)

## Biografie
Mercadante was de zoon van een generaal en studeerde economie aan de Universiteit van São Paulo. Later deed hij ook doctoraatstudies in São Paulo en hij is tegenwoordig professor economie.
Als medestichter van de Arbeiderspartij (PT) op het einde van de militaire dictatuur werd hij later vicevoorzitter van de partij en verantwoordelijk voor de internationale relaties. Ook was hij mede verantwoordelijk voor het opstellen voor de regeringsprogramma's van de PT en was hij campagneleider van Lula da Silva bij de presidentsverkiezingen van 1989 en 2002. In 2002 haalde da Silva bijna 53 miljoen voorkeurstemmen, op dat moment het op een na grootste aantal ooit, na Ronald Reagan tijdens de Amerikaanse presidentsverkiezingen in 1984. In 1990 was Mercadante verkozen als Volksvertegenwoordiger met het hoogste aantal voorkeurstemmen van alle kandidaten en werd hij bekend als lid van twee parlementaire onderzoekscomités. In 1994 was hij geen kandidaat voor het parlement, om zich te concentreren op zijn campagne voor het vicepresidentschap, opnieuw onder da Silva, maar ze werden met 27% van de stemmen niet verkozen.
In 1996 coördineerde hij het regeringsprogramma van de PT en was hij kandidaat-viceburgemeester van São Paulo, onder Luiza Erundina. Hij werd toen algemeen bekend in het publieke debat, door lezingen te geven en artikels te publiceren over een alternatief ontwikkelingsmodel. Hij keerde in 1998 als volksvertegenwoordiger en werd lid van de parlementaire commissies voor economie, financiën en belastingen. Hij werd later voorzitter van die commissie en fractieleider van de PT. In 2002 werd hij senator met het op een na hoogste aantal voorkeurstemmen ooit in Brazilië, 10,497,348, een half miljoen minder dan Aloysio Nunes van de PSDB in 2010. In de senaat werd hij leider van de regeringsfractie tot 2006, toen hij kandidaat-gouverneur van São Paulo was maar niet verkozen werd, net als in 2010. Na zijn nederlaag in 2010 werd hij benoemd door president Dilma Rousseff als Minister van Wetenschap, Technologie en Innovatie, om in 2012 Minister van Onderwijs te worden. In 2014 volgde hij Gleisi Hoffmann op als stafchef in de regering-Rousseff, de machtigste positie binnen de Braziliaanse regering.
- Gemeinsame Normdatei: 171868897
- International Standard Name Identifier: 0000 0000 6724 4633
- Library of Congress Control Number: n82013764
- Nederlandse Thesaurus van Auteursnamen: 191688002
- Système universitaire de documentation: 120992574
- Virtual International Authority File: 50561951
- WorldCat: E39PBJcGjFycJ3Kmv97mwVTj4q